# Thomas de Quincey
Thomas De Quincey (født Thomas Quincey 15. august 1785, død 8. december 1859) var en engelsk forfatter og kritiker. Han er især kendt for selvbiografien fra 1921, der bærer titlen "Confessions of an English Opium-Eater" (på dansk En Opiumsdrankers Bekendelser).

## Liv
Quinceys far, købmanden Thomas Quincey, døde, da Quincey var ganske lille. Moderen tilføjede efter faderens død 'De' til navnet. Quincey viste sig hurtigt at være både følsom og uhyre intelligent med appetit på alle former for boglig viden. Særligt udmærkede han sig i græsk og latin.
Som 16-årig læste han William Wordsworth og Coleridges Lyrical Ballads (1799). Denne bog gjorde dybt indtryk på Quincey og åbnede hans øjne for moderne litteratur.
Quincey var vagabond i en del i sin ungdom, fordi han som 16-årig flygtede fra den skole, han gik på, for i stedet at strejfe om i det vestlige England og i Wales, hvor han levede inkognito i 1802 og 1803. I London indledte han et langvarigt venskab til en prostitueret ved navn Ann, som gjorde et stort indtryk på ham. Han endte med at leve to måneder som hjemløs i London, inden han blev forsonet med familien og kom på Oxford universitetet.
I 1804 prøvede han opium første gang. Det skulle blive en livslang vane. I 1817 giftede han sig med Margaret Simpson, som han fik otte børn med. Han boede en årrække i William Wordsworths gamle hjem Dove Cottage, men opholdt sig også ofte i London eller Edinburgh for at være i nærheden af de blade og aviser, han skrev for.
I 1831 flyttede han permanent til Skotland. På trods af hans store flid blev hans liv præget af dårlig økonomi, og det var først i hans sidste leveår, at han fik ro til at hellige sig sit værk.

## Værk
Quinceys mest berømte bog var debutbogen Confessions of an English Opium-Eater fra 1821, der skildrer forfatterens liv med opium. Her beskriver han de mareridtsvisioner, han havde, da han på et tidspunkt prøvede at slippe ud af sin afhængighed af stoffet. Quincey skrev senere to bøger til om den periode af sit liv, Suspiria de profundis fra 1844 og The English Mail-Coach fra 1849.
Han skrev i øvrigt om et utal af emner, først og fremmest i form af essays og artikler. On the Knocking at the Door in Macbeth (1823), On Murder Considered as One of the Fine Arts (1827) og Second Paper on Murder Considered as One of the Fine Arts (1839) fremhæves typisk som de vigtigste af disse. Hans portrætter af mange af samtidens digtere giver et meget personligt indtryk af dele af engelsk åndsliv i perioden. Han skrev en enkelt roman, den gotiske gyser Klosterheim (1832).
Han hørte til den lyrisk-følsomme del af den engelske romantik, selvom han skrev samtidig med de senere så fremherskende revolutionsromantikere anført af Shelley og Byron. I dag huskes han for sit opiummisbrug og sine dybt originale værker, der er en karakteristisk blanding af skarpe iagttagelser, causerende erindringer og storladne prosabeskrivelser af hans opiumsyner.

## Bøger af de Quincey

### Oversat til dansk
- En engelsk opiumbrugers bekendelser/Suspiria de profundis/Den engelske postvogn, Forlaget Klim 2010, oversat af Hans-Jørgen Birkmose, ISBN 978-87-7955-684-3
- Om mord, Forlaget Klim 2011, oversat af Hans-Jørgen Birkmose
- En engelsk opiumdrankers bekendelser, Martin 1921 (Thaning & Appel 1964), oversat af Henning Brøchner

### På engelsk
- Confessions of an English Opium-Eater, Oxford University Press
- On Murder, Oxford University Press 2006
- The Collected Writings of Thomas De Quincey, A. and C. Black 1889-90, ed. David Masson, 14 vol.